# سه منزل مسکونی خانم نعمتی
سه منزل مسکونی خانم نعمتی مربوط به اواخر دوره قاجار است و در املش، کوچه رهبری، ۶۷۱۵۶، ۴۴۹۵۱ واقع شده و این اثر در تاریخ ۱۱ شهریور ۱۳۸۲ با شمارهٔ ثبت ۹۹۳۰ به‌عنوان یکی از آثار ملی ایران به ثبت رسیده است.